# Sentiero d'oro

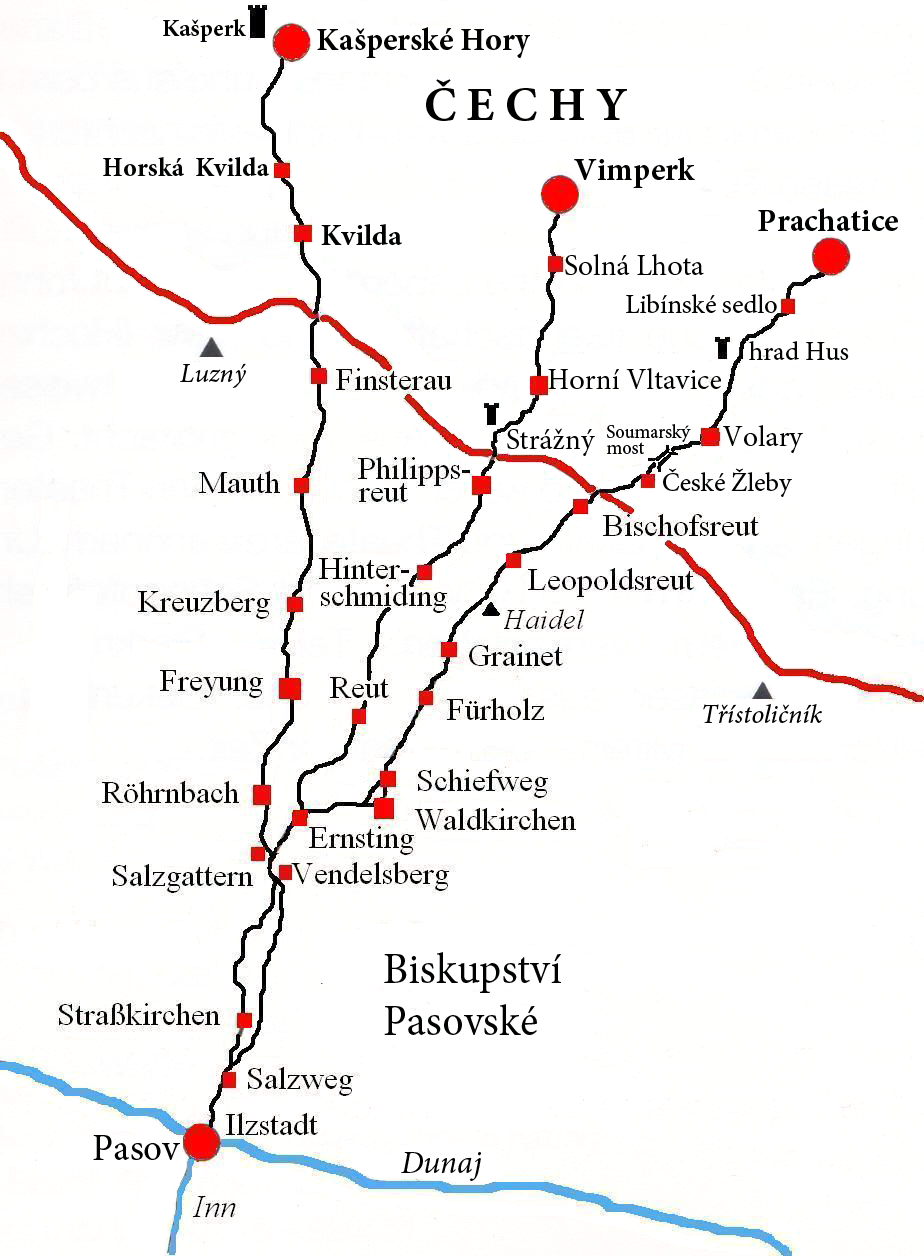
Parte del sentiero d'oro

Il sentiero d'oro (in ceco Zlatá stezka in tedesco Goldener Steig), nel Medioevo, è stato un insieme di percorsi commerciali spesso costituiti da semplici mulattiere nati per unire il territorio della Boemia con quello del Danubio. Tale sistema è stato attivo nel periodo compreso tra l'XI e il XVIII secolo. Sulla strada per Passau si dovevano attraversare le basse montagne della Selva Boema e la Bassa Baviera mentre sulla strada per Linz le basse montagne della Selva Boema.

## Storia

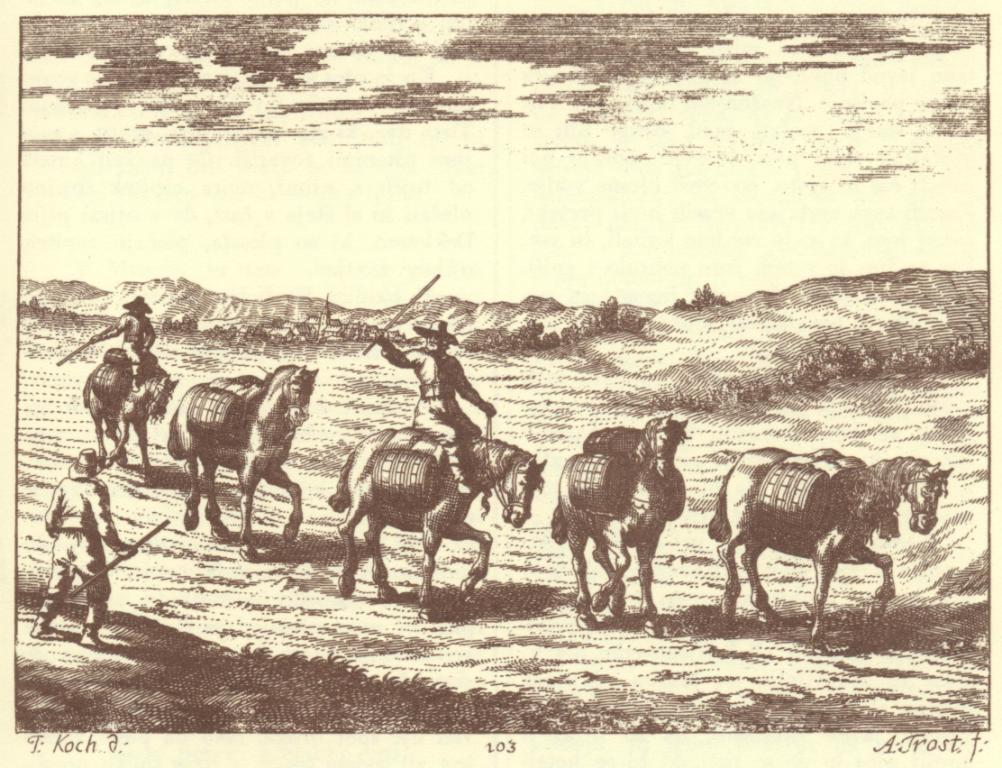
Trasporto del sale sul sentiero d'oro con muli e cavalli da soma

Nell'Alto Medioevo le saline nel territorio di Bad Reichenhall erano le più utilizzate nelle Alpi Orientali e si pensa che in origine il trasporto del sale diretto verso nord prendesse la via del Salzach e dell'Inn fino a Passau o fino a Linz. Passau fu da subito un punto di passaggio importante per questo traffico e a partire dal X secolo si cercarono le vie più sicure che partivano da questa città. La documentazione scritta iniziò a parlare implicitamente di sentiero d'oro a partire dal 1010 e solo alcuni secoli più tardi il nome venne adottato ufficialmente. Il primo sentiero ad essere battuto fu quello per Prachatice. A partire dal 1198 circa vennero sfruttate in particolare le saline di Hallein e venne in uso anche la via commerciale Linz-Freistadt-České Budějovice. Prima del 1356 cominciò ad essere utilizzata anche una diramazione che portava fino a Bergreichenstein, dove si trovava una ricca miniera d'oro. Da quel periodo il sentiero d'oro fu definito in tre percorsi principali, tutti parte di una via commerciale internazionale. Il massimo utilizzo si osservò tra il XIV e il XVIII secolo.

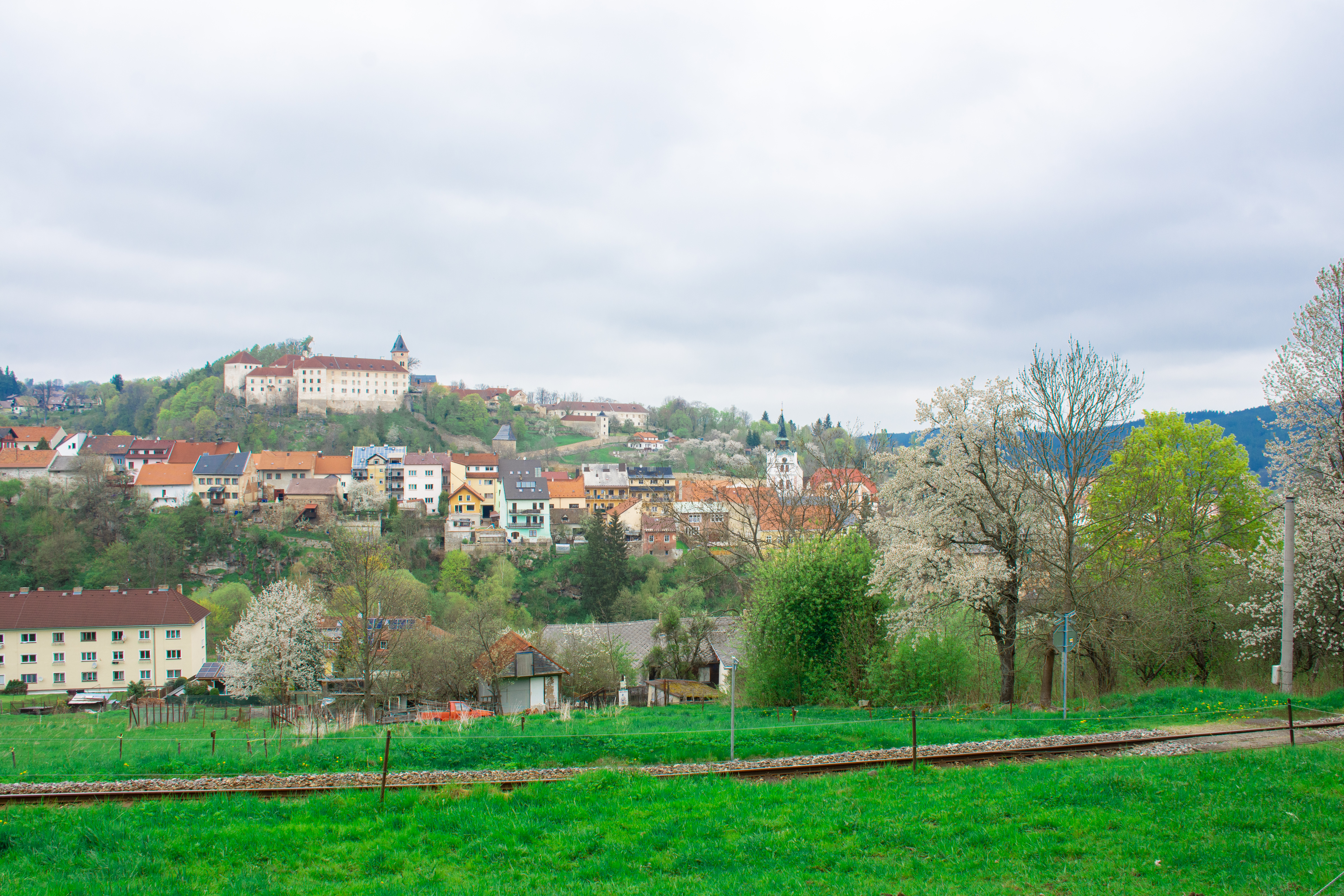
Panorama di Vimperk, sul percorso, con vista sul castello

Dal punto di vista del controllo territoriale fino all'inizio del XIX secolo Passau e le sue periferie a nord furono governati dai vescovi di Passau mentre dal punto di vista economico anche il vicino Ducato di Baviera intendeva partecipare al commercio del sale con la Boemia e la situazione portò, tra il XVI e il XVII secolo, ad una guerra commerciale tra Passau e la Baviera. Nella seconda metà del XVI secolo i duchi della Baviera si inserirono fortemente nel controllo delle miniere di sale dalla zona di Salisburgo, uno dei punti di passaggio del commercio del sale. In un documento dei duchi bavaresi del 1572 si fa riferimento esplicito ad un tratto del sentiero d'oro, definito in quel caso antichissima via dei fiorini. L'influenza bavarese tuttavia ebbe una durata relativamente breve perché la popolazione di Passau iniziò a combattere la concorrenza catturando i muli e i cavalli da trasporto bavaresi appropriandosi delle merci e la disputa commerciale si concluse definitivamente nel 1608, quando la Baviera stipulò un contratto con il vescovo di Passau nel quale si stabilì che la Baviera si sarebbe procurata il sale esclusivamente attraverso il sentiero d'oro. Dopo fasi alterne di maggiore o minor fortuna il commercio del sale diminuì drasticamente e nel XVIII secolo il sentiero risultò completamente abbandonato.

### Origine del nome
La rotta commerciale che collegava la Boemia con il territorio del Danubio in epoca medievale rappresentava il collegamento più importante tra il territorio ceco e quello tedesco e creava grande prosperità economica nei luoghi che attraversava. La denominazione che richiama il prezioso metallo è legata quindi alla ricchezza indotta a livello territoriale e non all'oro poiché in effetti su tale via la principale materia prima trasportata era il sale e non l'oro. Oltre al sale venivano trasportate altre merci del sud in Moldavia, come il grano, inoltre vari prodotti alimentari servivano come merci di ritorno. Oltre ai vantaggi economici al commercio del sale erano legati anche privilegi imperiali e reali.

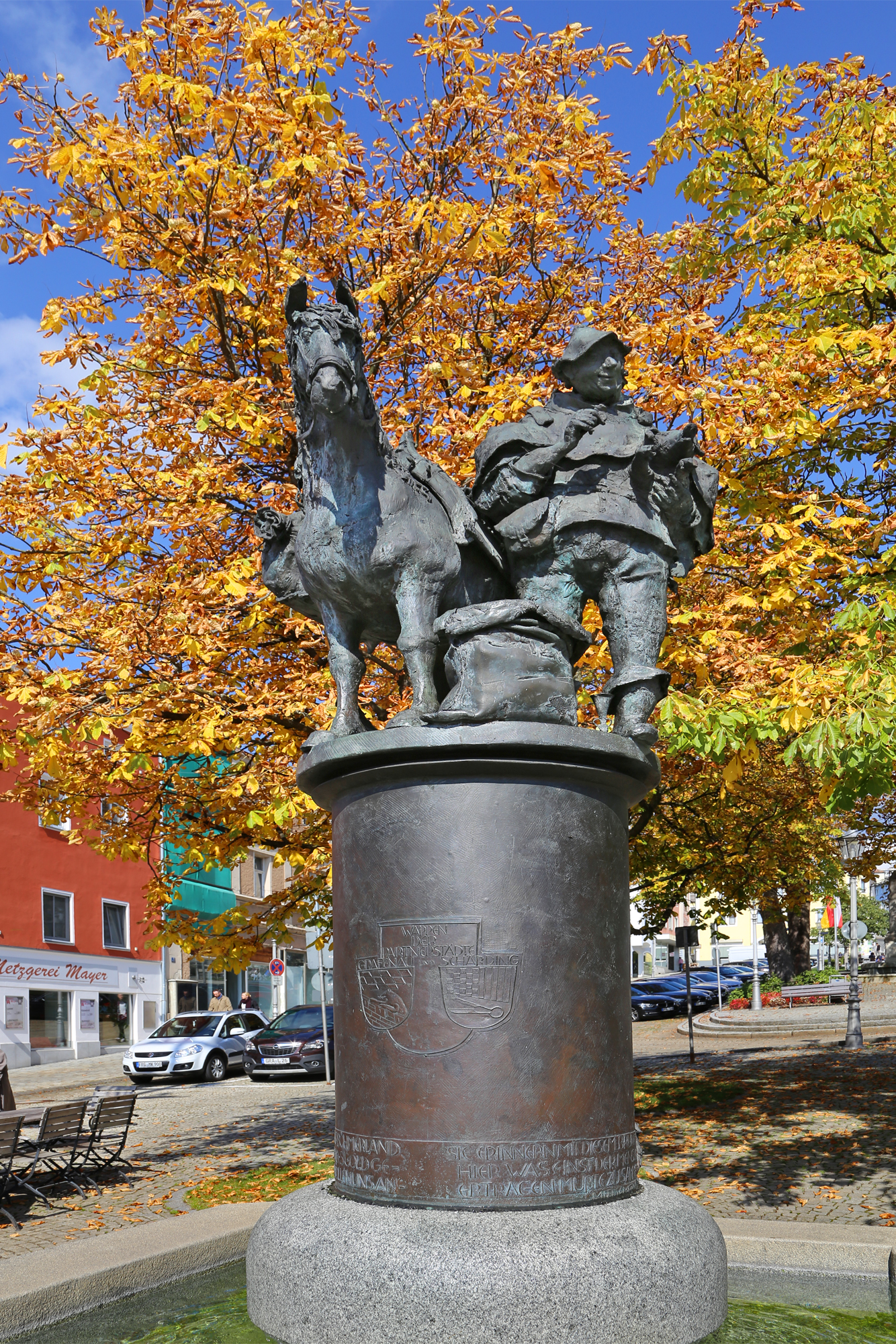
Fontana a Grafenau, che ricorda l'antico commercio del sale

## Descrizione
Considerando il periodo storico di attività e la particolarità del percorso venivano utilizzati muli e cavalli da soma anche con carri, dei quali restano visibili le tracce lasciate dal loro passaggio. Il sentiero d'oro è stato nella realtà non una sola via ma un insieme di percorsi commerciali spesso costituiti da semplici tratti tra la vegetazione. Il punto di partenza e di arrivo fu Passau, sede di un principato vescovile sin dal Medioevo. Da qui partivano i collegamenti con le regioni del nord tramite tre strade principali. I sentieri passavano per Röhrnbach e Waldkirchen oppure per Freyung e Kreuzberg e oltre all'antico confine tra principato vescovile e territorio ducale bavarese, correva una strada attraverso Hals e Tittling, una seconda da Vilshofen attraverso Grafenau. I sentieri principali furono tre:
- Sentiero d'oro inferiore. Da Passau via Salzing, Straßkirchen, Kringel, Großtannensteig, Aussernbrünst, Ernsting, Ofernleinbach, Waldkirchen, Böhmzwiesel, Fürholz, Grainet, Bischofsreut e Wallern fino a Prachatitz. Fu il sentiero più antico e più frequentato, menzionato già dal 1010 e che attorno al XVI secolo vedeva il passaggio fino a 1200 cavalli a settimana, ciascuno in grado di trasportare 3 anche quintali di merce.
- Sentiero d'oro medio. Da Ernsting via Wotzmannsreut, Winkelbrunn, Hinterschmiding, Herzogsreut, Philippsreut e l'Alta Moldava fino a Winterberg.
- Sentiero d'oro superiore. Da Salzgattern via Röhrnbach, Harsdorf, Freyung, Kreuzberg, Mauth, Finsterau e Aussergfield fino a Bergreichenstein.[1][2][3][4][5]

## Monumenti e luoghi d'interesse
L'intera area dei percorsi commerciali storici che comprende regioni in Austria, Germania e Repubblica Ceca mantiene il ricordo di quel periodo e in alcune città sono nati musei o sono stati costruiti monumenti. Superato il valico di frontiera vicino ad Haidmühle si attraversa il parco nazionale della Selva boema. Si arriva a Prachatice, con particolari architetture rinascimentali e con il museo Prachaticky dedicato al sentiero d'oro. Si passa accanto al castello di Vimperk, in origine una fortezza edificata per proteggere il passaggio di pellegrini e mercanti. Si entra nella regione di Plzeň e si arriva all'ex città mineraria reale di Kašperské Hory. Un altro punto importante del percorso è la città di Kdyně e da qui arrivare al museo Chodsko. Altra città importante è Waldkirchen, dove un museo locale racconta la storia del sentiero d'oro in cinque diversi percorsi.